# Championnats du monde de pentathlon moderne 2010
Navigation
Londres 2009 Moscou 2011
Les Championnats du monde de pentathlon moderne 2010 se déroule à Chengdu en Chine du 1er au 9 septembre. Pour la première fois, une épreuve de relais mixte figure au programme de ces championnats.

## Résultats

### Hommes
| Épreuves   | Or                                                            | Argent                                                | Bronze                                               |
| Individuel | Sergueï Kariakine                                             | Aleksander Lesun                                      | Justinas Kinderis                                    |
| Par équipe | Lituanie Justinas Kinderis Edvinas Krungolcas Tomas Makarovas | Tchéquie Ondřej Polívka Michal Sedlecky David Svoboda | Hongrie Ádám Marosi Róbert Kasza Robert Németh       |
| Relais     | Biélorussie Mijaíl Mitsyk Mikhail Prokopenko Dmitry Melyakh   | Corée du Sud Jung Hwonho Nam Dong-Hun Kim Soeng-Jin   | Russie Andreï Moïsseïev Aleksander Lesun Ilia Frolov |

### Femmes
| Épreuves    | Or                                                                     | Argent                                                   | Bronze                                                |
| Individuel  | Amélie Cazé                                                            | Donata Rimšaitė                                          | Lena Schöneborn                                       |
| Par équipes | France Amélie Cazé Elfie Arnaud Anaïs Eudes                            | Royaume-Uni Heather Fell Samantha Murray Freyja Prentice | Allemagne Lena Schöneborn Annika Schleu Eva Trautmann |
| Relais      | Russie Polina Struchtkova Evdokia Gretchichnikova Ekaterina Khuraskina | France Amélie Cazé Elfie Arnaud Élodie Clouvel           | Chine Chen Qian Miao Yihua Zhang Ye                   |

### Mixte
| Épreuves | Or                                          | Argent                                         | Bronze                                     |
| Relais   | Pologne Sylvia Czwojdzinska Remigiusz Golis | Ukraine Victoria Tereshchuk Pavlo Tymoshchenko | Lituanie Donata Rimšaitė Justinas Kinderis |

## Tableau des médailles
| Rang | Nation             | Or | Argent | Bronze | Total |
| ---- | ------------------ | -- | ------ | ------ | ----- |
| 1    | Russie             | 2  | 1      | 1      | 4     |
| 2    | France             | 2  | 1      | 0      | 3     |
| 3    | Lituanie           | 1  | 1      | 2      | 4     |
| 4    | Biélorussie        | 1  | 0      | 0      | 1     |
| -    | Pologne            | 1  | 0      | 0      | 1     |
| 6    | Corée du Sud       | 0  | 1      | 0      | 1     |
| -    | République tchèque | 0  | 1      | 0      | 1     |
| -    | Great Britain      | 0  | 1      | 0      | 1     |
| -    | Ukraine            | 0  | 1      | 0      | 1     |
| 10   | Allemagne          | 0  | 0      | 2      | 2     |
| 11   | Chine              | 0  | 0      | 1      | 1     |
| -    | Hongrie            | 0  | 0      | 1      | 1     |
|      | Total              | 7  | 7      | 7      | 21    |